# Bakeridesia notolophium
Bakeridesia notolophium är en malvaväxtart som först beskrevs av Asa Gray, och fick sitt nu gällande namn av Hochreutiner. Bakeridesia notolophium ingår i släktet Bakeridesia och familjen malvaväxter. Inga underarter finns listade i Catalogue of Life.